# فلورانس ازیری
فلورانس ازیری (انگلیسی: Florent Aziri؛ زادهٔ ۳ سپتامبر ۱۹۸۸) بازیکن فوتبال اهل آلمان است.
از باشگاه‌هایی که در آن بازی کرده‌است می‌توان به باشگاه فوتبال تیرانا اشاره کرد.